# Carldrakeana
Carldrakeana is een geslacht van wantsen uit de familie van de Tingidae (Netwantsen). Het geslacht werd voor het eerst wetenschappelijk beschreven door Froeschner in 1968.

## Soorten
Het genus bevat de volgende soorten:

- Carldrakeana engista (Drake & Ruhoff, 1961)
- Carldrakeana karli Guilbert & Moir, 2010
- Carldrakeana pallida B. Lis, 2000
- Carldrakeana socia (Drake & Ruhoff, 1961)
- Carldrakeana tindalei (Hacker, 1928)